# Tapinoma israele
Tapinoma israele är en myrart som beskrevs av Auguste-Henri Forel 1904. Tapinoma israele ingår i släktet Tapinoma och familjen myror. Inga underarter finns listade i Catalogue of Life.

## Bildgalleri

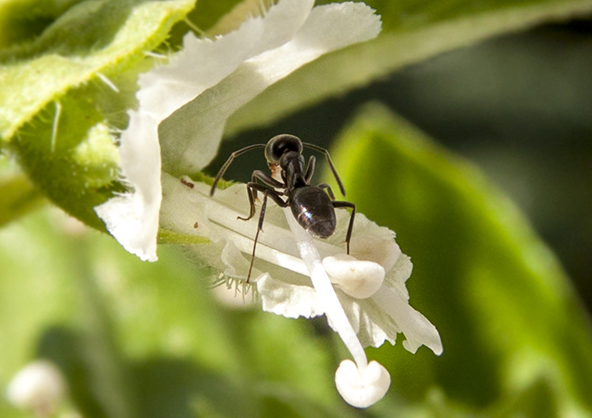